# Saint-M’Hervon
Saint-M’Hervon korábbi község Franciaországban, Ille-et-Vilaine megyében. Lakosainak száma 634 fő (2018. január 1.). Saint-M’Hervon Médréac, Montauban-de-Bretagne és Montauban-de-Bretagne községekkel határos.
2019. január 1-jén a korábbi Montauban-de-Bretagne községgel egyesült és az így létrejött (azonos nevű) Montauban-de-Bretagne új község része lett.

## Népesség
A település népessége az elmúlt években az alábbi módon változott:
| Lakosok száma | 158  | 152  | 174  | 317  | 402  | 466  | 530  | 589  | 608  | 634  |
|               | 1968 | 1975 | 1982 | 1999 | 2006 | 2011 | 2013 | 2016 | 2017 | 2018 |